# بخش فورکلکیه
بخش فورکلکیه (به فرانسوی: Arrondissement de Forcalquier) یک بخش در فرانسه است که در آلپ-دو-اوت-پرووانس واقع شده‌است.